# Fred Samuel
Fred Samuel, est né le 3 août 1908  à Buenos Aires (Argentine) et mort en France le 3 octobre 2006, est un joaillier réputé.
Fils de parents alsaciens qui avaient fui la Guerre de 1870, Fred Samuel arrive à Paris  à l'âge de 16 ans et se forme au métier de la joaillerie. Après son service national, il s'installe à son compte, rue Royale, en 1936.

## Légionnaire et Résistant
En 1939, citoyen argentin, il n'est pas autorisé à servir dans l'armée française. Il s'engage alors à la Légion étrangère pour la durée de la guerre et rejoint le 22e Régiment de marche des volontaires étrangers (RMVE). Du front en Alsace, ce régiment est envoyé sur la Somme. Caporal à la section transmissions de la compagnie de commandement, il participe à l'offensive de Villers-Carbonnel. Il est capturé par les Allemands le 6 juin 1940 lors de la chute de Marchélepot.
Prisonnier à la citadelle de Cambrai, le caporal-chef Samuel s'évade en août et rejoint Paris, où il reprend son commerce. En décembre 1941, l'Étoile jaune est apposée sur sa devanture et le Commissariat général aux questions juives l'oblige à retirer le nom de Samuel de son magasin. C'est ainsi qu'il sera connu plus tard sous le nom de Fred, nom qu'il a gardé « peut-être par défi, peut-être pour ne pas oublier ces heures monstrueuses, peut-être aussi pour maintenir le bénéfice d'un anonymat salutaire »[réf. nécessaire].
En mars 1942, il passe en zone libre où il est incarcéré à Rodez, relâché puis de nouveau incarcéré au camp du Vernet. Début 1943, il en sort avec la complicité d'amis et rejoint le maquis du Vercors où il commande la 17e compagnie des Forces françaises de l'intérieur, aux côtés des Américains lors de la bataille de Montélimar contre un kampfgruppe allemand. Ayant changé de nom, le sergent Soulas, alias Fred Samuel, accompagne ensuite l'armée de Libération à travers le Jura jusqu'à Vesoul.

## Fred le joaillier
Fin septembre 1944, il rentre à Paris et reprend son enseigne « Fred », qui deviendra célèbre.
Il aura comme clients, entre autres, Marlène Dietrich, Douglas Fairbanks, Mary Pickford, Grace Kelly. Il pare le gotha et la haute société, comme les princes arabes. Il collabore aussi avec des artistes, tels Jean Cocteau ou Bernard Buffet.
C'est lui qui introduira la perle de culture en France. L'une des plus belles couleurs, un léger crème-rosé, porte depuis le nom de « couleur Fred ».
Ses créations les plus connues sont :
- l'"Arc-en-Ciel", une parure de 42 diamants de couleur
- les bijoux de la ligne "Force 10"  qui allient l'or et l'acier
- le collier de 23 rubis taillés en forme de cœur et entourés de diamants qu'offre Richard Gere à Julia Roberts dans Pretty Woman

En 1996, l'enseigne rejoint le groupe LVMH et à partir de 2002, Fred a ouvert une dizaine de nouvelles boutiques dans le monde entier (Paris, Londres, Tokyo, Séoul, etc.).

## Titres et honneurs
- Commandeur de la légion d'honneur[3] et médaillé militaire, il était, entre autres, titulaire de la croix de guerre 1939-1945.
- Président d'honneur de l'amicale du 22e RMVE, il œuvre afin que le 2e Régiment étranger d'infanterie reçoive en héritage la palme acquise par son ancien régiment en juin 1940.